# Bertha Ehnn

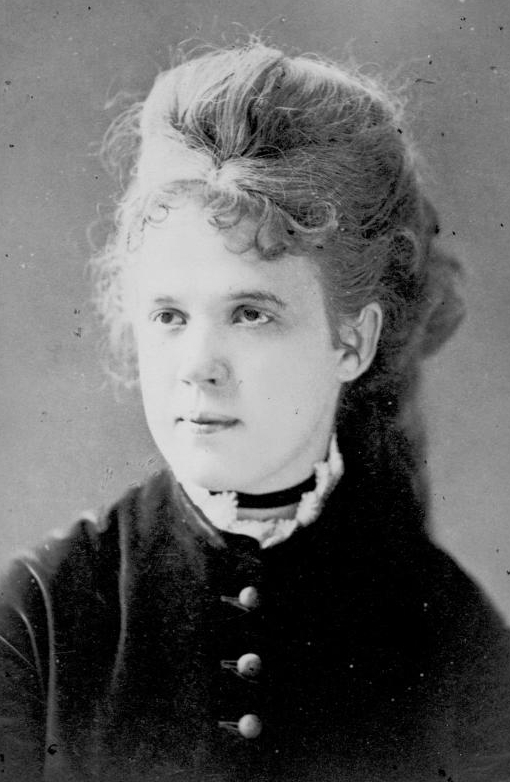
Bertha Ehnn

Bertha Ehnn, bürgerlich Windisch (* 30. Oktober 1845 in Pest; † 2. März 1932 in Aschberg) war eine österreichische Opernsängerin in den Stimmlagen Mezzosopran und Sopran. Sie trat 16 Jahre als Kammersängerin an der Wiener Hofoper auf und gehörte zu den bedeutendsten Sängerinnen ihrer Zeit.

## Leben und Wirken

### Kindheit und Ausbildung
Bertha Ehnn wurde als Tochter von Tamás Ehn und Rozália Lencz in Pest geboren, eine der drei Städte, aus denen später Ungarns Hauptstadt Budapest entstand. Noch als Kind kam sie 1850 mit ihren Eltern nach Wien. 1861 bis 1862 studierte sie Gesang am Konservatorium der Gesellschaft der Musikfreunde in Wien, Vorläufer der Wiener Akademie für Musik und Darstellende Kunst. Zu Ehnns Gesangslehrern gehörten Maria Andriessen von Lingke und Salvatore Marchesi. Bei Andriessen ließ sie sich weiter unterrichten, nachdem sie das Konservatorium nach relativ kurzer Zeit wieder verlassen hatte. Ihren ersten öffentlichen Auftritt hatte Ehnn an der Wiener Singakademie. Dort sang sie im letzten Jahr ihrer Ausbildung als Solistin auf einem Konzert. Im November 1863 nahm sie an einem Probesingen vor der Prüfungskommission der Wiener Hofoper teil, hatte jedoch keinen Erfolg.

### Karrierebeginn in Linz, Graz, Nürnberg und Stuttgart (1864 bis 1867)
Ihr professionelles Gesangsdebüt hatte Ehnn am 8. Januar 1864 als Nancy in Friedrich von Flotows romantisch-komischer Oper Martha sowie anschließend als Irene in Belisar von Gaetano Donizetti, beides jeweils am Linzer Landestheater. Dort erhielt sie außerdem ein kurzes Rollenstudium bei Kapellmeister Möller. Ende 1864 wurde sie Mitglied des Stadttheater Graz, wo sie im April 1865 aber bereits als Agathe in (Der Freischütz) ihren Abschied gab. Im Mai 1864 hatte sie Gastauftritte in Hannover, unter anderem als Pamina (Die Zauberflöte), Gabriele (Das Nachtlager in Granada) und Orsino (Lucrezia Borgia). Von 1865 bis 1866 sang sie am Nürnberger Stadttheater. Dort debütierte sie am 10. November wiederum mit der Rolle der Agathe und sang am 26. November 1865 ihre erste Titelrolle als Selica in der Erstaufführung von Giacomo Meyerbeers Grand opéra Die Afrikanerin. Sie gab im Mai 1866 ein Gastspiel am Hoftheater Darmstadt, wo sie die Margarethe (Faust), Agathe und Selica sang. Im Anschluss bekam sie sowohl aus Darmstadt als auch vom Hoftheater Stuttgart Vertragsangebote und entschied sich für letzteres. Zuvor setzte sie ihre Studien bei Pauline Viardot-Garcia fort und gab vom 18. Juli bis 30. August ein sehr erfolgreiches Gastspiel an der Wiener Hofoper. Direktor Luigi Matteo Salvi bot ihr daraufhin ein Engagement an, das sie jedoch wegen einer dreijährigen Bindung an das Hoftheater Stuttgart nicht sofort antreten konnte. In Stuttgart gab sie schließlich am 2. November 1866 als Agathe ihr Debüt. Sie errang bald Beliebtheit beim Publikum, insbesondere durch ihren Auftritt in Die Favoritin am 11. November. Sie sang unter anderem erfolgreich die Rollen der Gabriele, Margarethe und Pamina. Künstlerische Differenzen und der Wunsch, an die Wiener Hofoper zu wechseln, ließen sie trotzdem um ein vorzeitiges Ende des Engagements bitten, was jedoch abgelehnt wurde. Nur durch die Zahlung einer Konventionalstrafe von 5000 Gulden konnte sie schließlich am 28. Dezember 1867 den Vertrag mit dem Stuttgarter Hoftheater lösen.

### Wiener Hofoper und Gastspiele (1868 bis 1885)

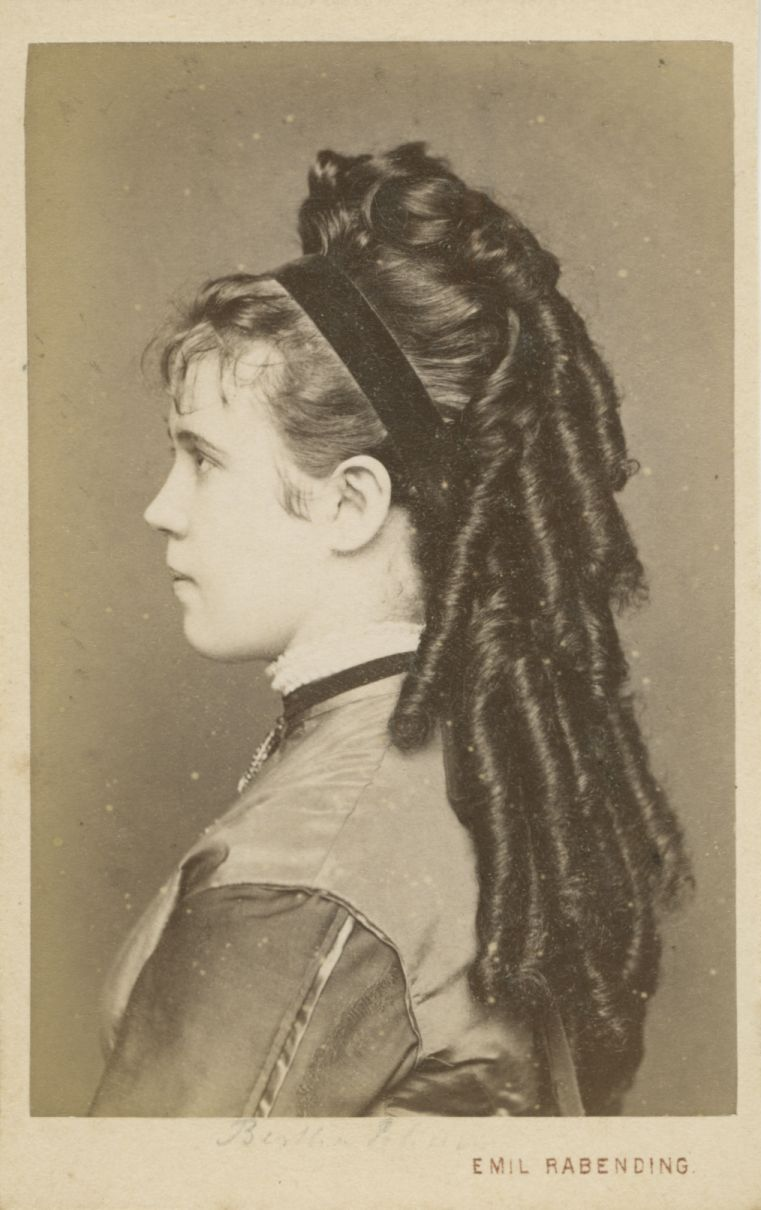
Bertha Ehnn, undatiert

Am 1. Januar 1868 wurde Ehnn ein festes Mitglied des Ensembles an der Wiener Hofoper, zu dem sie bis zum 31. Mai 1885 gehörte. Ihre Antrittsrollen in Wien waren die der Margarethe, mit der sie dort am 7. Januar 1868 debütierte, und Gabriele. Am 5. Mai 1869 erhielt sie den Titel einer k. k. Kammersängerin. 1882 trat sie bei der Wiener Uraufführung von Schuberts Alfonso und Estrella auf. Durch den großen Umfang ihrer Stimme, die ein relativ dunkles Timbre aufwies, konnte sie sowohl Sopran- als auch Mezzosopranparts singen und hatte ein breit gefächertes Repertoire an unterschiedlichen Hauptrollen. Sie feierte in Wien große Erfolge, was unter anderem an ihrem überaus dramatischen Spiel lag. Ihre elegante Erscheinung trug ebenfalls zu ihrer Wirkung auf der Bühne bei. Gemeinsam mit dem lyrischen Tenor Gustav Walter galt sie als Idealbesetzung für Gounods Romeo und Julia, die beiden harmonierten aber auch als Eva und Stolzing in Wagners Meistersingern von Nürnberg.
Auch auf ihren Gastspielen überzeugte Ehnn Kritiker und Publikum. 1869 sang sie am Opernhaus Leipzig, Hoftheater Wiesbaden, Stadttheater Aachen und Deutschen Theater Prag. Im Jahr darauf hatte sie Gastauftritte in Stuttgart und Graz. Besonders erfolgreich war sie im Januar 1873 an der Berliner Hofoper, wo sie nach der Kündigung von Pauline Lucca deren Rollen wie Mignon, Margarete, Selica und Cherubin (Figaros Hochzeit) übernahm. Ehnns Gesang wurde als ebenbürtig zu dem der Lucca angesehen, ihre Darstellung als besser bewertet. Obwohl einige Kritiker ihrer Stimme zuvor die Koloratur-Fähigkeit abgesprochen hatten, sang sie die entsprechenden Partien der Lucca mit Erfolg. Sie erhielt danach ein Vertragsangebot für Berlin, schloss jedoch stattdessen einen erneuten Vertrag zu besseren Konditionen mit der Wiener Hofoper ab. Am 1. September 1873 heiratete sie den österreichischen Hauptmann Sand.

### Abschied von der Bühne

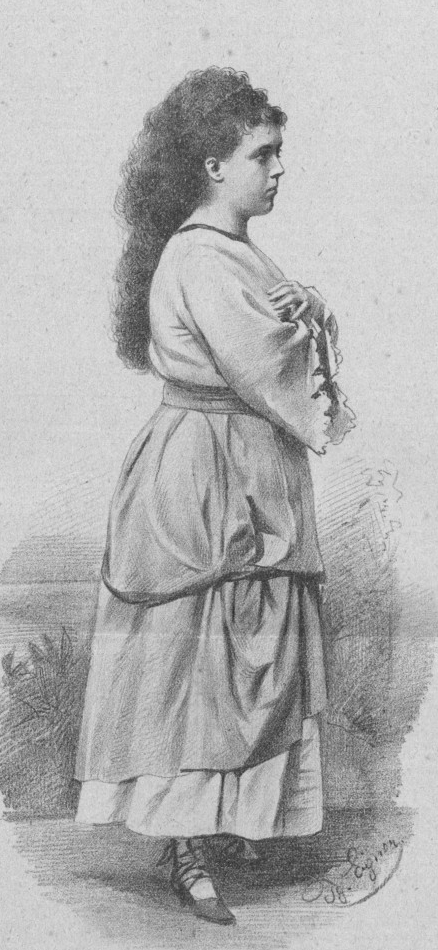
Bertha Ehnn in ihrer letzten Rolle als Mignon (Wien 1885), Lithografie von Ignaz Eigner

Nach einem vorerst letzten Auftritt als Mignon am 29. April 1885 zog sich Bertha Ehnn von der Bühne zurück und lebte auf einem Landsitz in Aschberg / Kirchstetten. 1918 trat sie mit Ludwig Wüllner noch einmal in Wien auf, wobei sie die Rolle der Astarte in Schuhmanns Vertonung von George Gordon Byrons Manfred sang. Sie starb 1932 im Alter von 84 Jahren auf ihrem Anwesen in Aschberg.

## Rezeption
Der zeitgenössische Kritiker Eduard Hanslick beurteilte Bertha Ehnns Lebenswerk an der Wiener Hofoper 1885 in seinem Musikalischen Skizzenbuch. Darin zählte er die drei Mädchen-Charaktere Gretchen (Margarethe), Julia und Mignon zu Ehnns mit Abstand stärksten Rollen. Ihr Gretchen sei „wohl das ursprünglichste und unmittelbar rührendste“, das je in Wien zu hören gewesen sei. Besonders hob er Ehnns Verbundenheit mit der Rolle der Mignon hervor: „[Ehnns] fast kindlich zarte Gestalt, das von braunen Locken umwallte blasse Gesicht, über dessen trotzigem Stumpfnäschen ein paar dunkle Augen, von langen Wimpern beschattet, gar ernst und sinnend ausblickten - das Alles stimmte unvergleichlich zu dem Bilde Mignons. Am wunderbarsten jedoch der sammtartige, dunkle Klang der Stimme! In ihm lag der eigentümliche Zauber dieser Sängerin.“ Während Hanslick einige weitere Rollen aufzählte, die Ehnn trotz kleiner musikalischer Schwächen mit „der ihr eigenen Poesie und dramatischen Empfindung“ gemeistert habe, bezeichnete er ihren Rollenkreis insgesamt als niemals ausgedehnt und urteilte, ihr Stimmcharakter sei nur für entschiedene Mezzosopranpartien geeignet gewesen. Seine Beurteilung steht somit im Widerspruch zu lexikalischen Einträgen, die gerade Ehnns Repertoire als besonders umfangreich hervorheben.

## Rollen (Auswahl)
Folgende Rollen gehörten unter anderem zu Bertha Ehnns Repertoire:
- Agathe (Der Freischütz)
- Carmen (Carmen)
- Cherubin (Figaros Hochzeit)
- Elisabeth (Tannhäuser und der Sängerkrieg auf Wartburg)
- Eva (Die Meistersinger von Nürnberg)
- Giulietta (I Capuleti e i Montecchi)
- Juliette (Roméo et Juliette)
- Leonora (Die Favoritin)
- Gabriele (Das Nachtlager in Granada)
- Margarethe (Faust)
- Mignon (Mignon)
- Nancy (Martha)
- Orsino (Lucrezia Borgia)
- Pamina (Die Zauberflöte)
- Rachel (La juive)
- Selica (Die Afrikanerin)
- Sieglinde (Die Walküre)